# Agnès Vivet-Gros
Agnès Vivet-Gros (1955) è un'ex sciatrice alpina francese.

## Biografia
Specialista delle prove tecniche, esordì in Coppa del Mondo l'8 gennaio 1974 a Les Gets in slalom speciale classificandosi 14ª: tale risultato sarebbe rimasto il migliore della Vivet-Gros nel massimo circuito internazionale. In quella stessa stagione 1973-1974 in Coppa Europa si piazzò 3ª nella classifica generale e 2ª in quella di slalom speciale e l'ultima gara della sua carriera agonistica fu lo slalom gigante di Coppa del Mondo disputato il 9 dicembre 1976 a Val-d'Isère, chiuso dalla Vivet-Gros al 36º posto; non prese parte a rassegne olimpiche o iridate.

## Palmarès

### Coppa Europa
- Miglior piazzamento in classifica generale: 3ª nel 1974[2]